# 黄花香茶菜
黄花香茶菜（学名：Isodon sculponeatus）为唇形科香茶菜属下的一个种。也称痢药、白沙虫药、烂脚草、假荨麻、鸡苏、方茎紫苏、臭蒿子、粉红香茶菜。